# Een gezelschap op de plaats achter een huis
Een gezelschap op de plaats achter een huis is een schilderij van Pieter de Hooch dat hij rond 1663-65 maakte. Het wordt tentoongesteld in de eregalerij van het Rijksmuseum in Amsterdam.

## Voorstelling
Het kleine bakstenen huis met de witte pilasters springt in het oog op het schilderij. Het wordt door de zon verlicht en is zeer gedetailleerd weergegeven. De hoofdpersonen hebben de schaduw opgezocht, maar zijn met net zo veel gevoel voor detail afgebeeld. Aan een tafeltje zitten een man en een vrouw. Zij knijpt een citroen uit boven een roemer met wijn, terwijl hij met een pijp in zijn hand geïnteresseerd toekijkt. Ze worden gadegeslagen door een bediende die achter hen met een glas bier klaarstaat. Bij het huis is een tweede dienstmeid een koperen ketel aan het schrobben boven een regenton. 
De vrouw op het schilderij wordt van achteren gezien en heeft opgestoken haar. Deze weergave heeft De Hooch overgenomen van Gerard ter Borch, met wiens werk hij goed bekend was. Ook het uitknijpen van een citroen in wijn is mogelijk aan Ter Borch ontleend. De betekenis hiervan kan niet met zekerheid vastgesteld worden. In de zeventiende eeuw dacht men dat een citroen hielp bij het beteugelen van heftige verliefdheid, maar er waren ook spreekwoorden in omloop die in een andere richting wijzen, zoals " Soo ist met twee geliefkens soet. Die na het suer, wel proeve het soet." 
Hoewel de binnenplaats nog geïnspireerd is op zijn vorige woonplaats Delft, schilderde De Hooch Een gezelschap op de plaats achter een huis waarschijnlijk kort na zijn verhuizing naar Amsterdam (rond 1660). De heldere, koele kleuren en de geometrische compositie passen bij de werken die in deze periode ontstaan. Bovendien is op Binnenhuis met vrouwen bij een linnenkast, een werk van De Hooch uit 1663, een vrouw te zien die dezelfde rood-gele kleding draagt.

## Herkomst
De kunsthandelaar Chaplin haalde het schilderij in de negentiende eeuw naar Engeland, waar het in een privé-collecties terecht kwam. In 1834 wist de bankier en kunstverzamelaar Adriaan van der Hoop het voor 2.600 gulden te verwerven. Bij zijn dood in 1854 liet hij zijn omvangrijke verzameling schilderijen na aan de stad Amsterdam. Tot 1885 was deze collectie te zien in het speciaal hiervoor opgericht Museum Van der Hoop. Daarna werden de werken in bruikleen gegeven aan het Rijksmuseum.

## Afbeeldingen

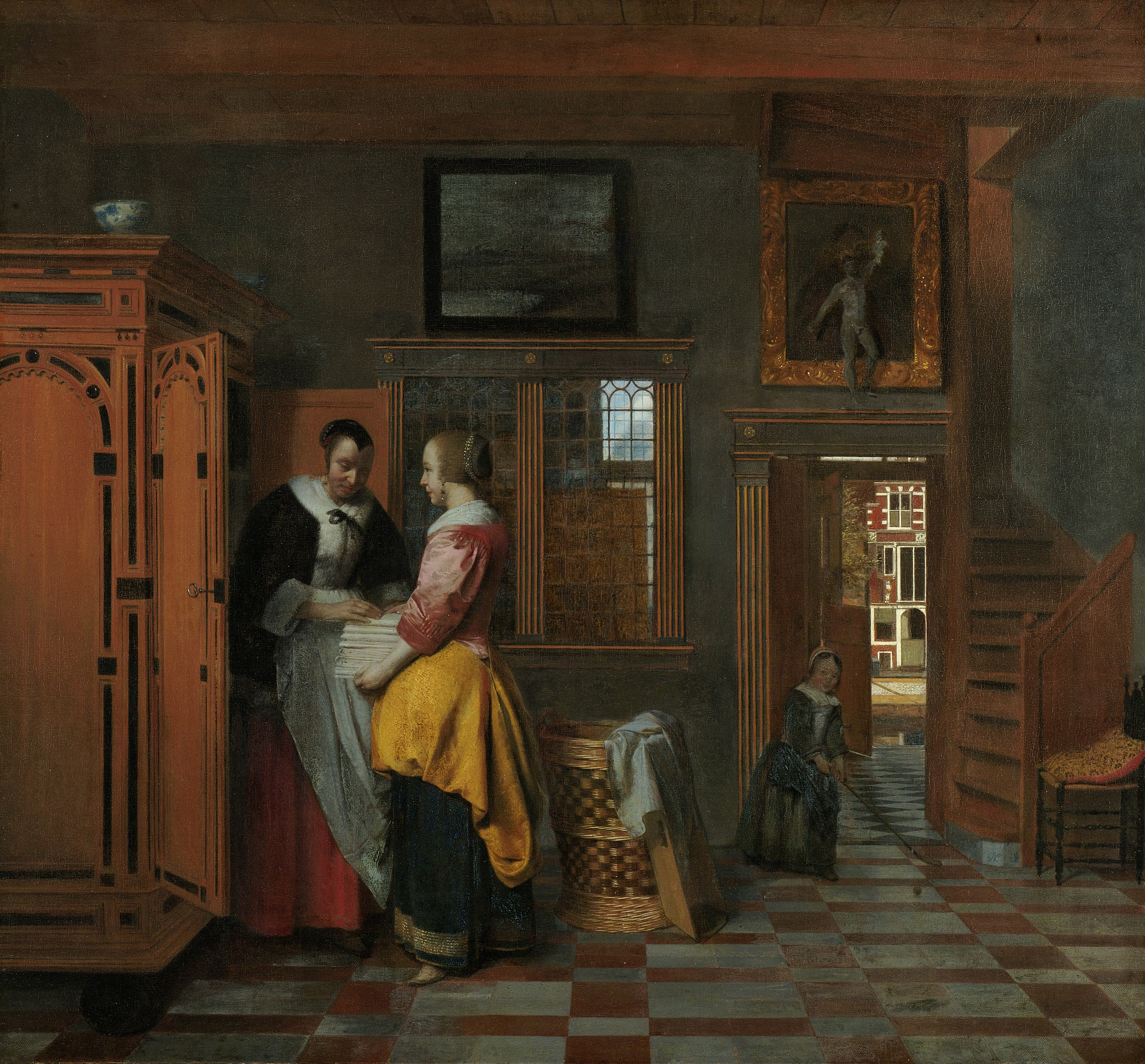
Binnenhuis met vrouwen bij een linnenkast (1663)
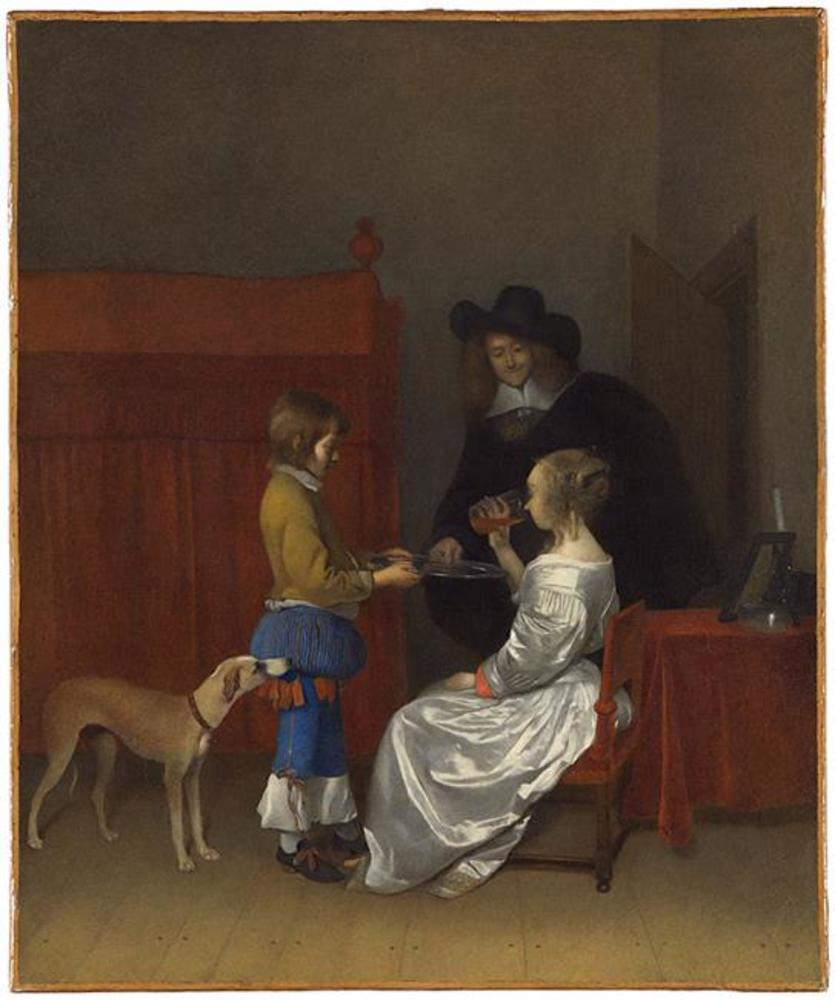
Elegant paar in een interieur, door een page bediend - Gerard ter Borch
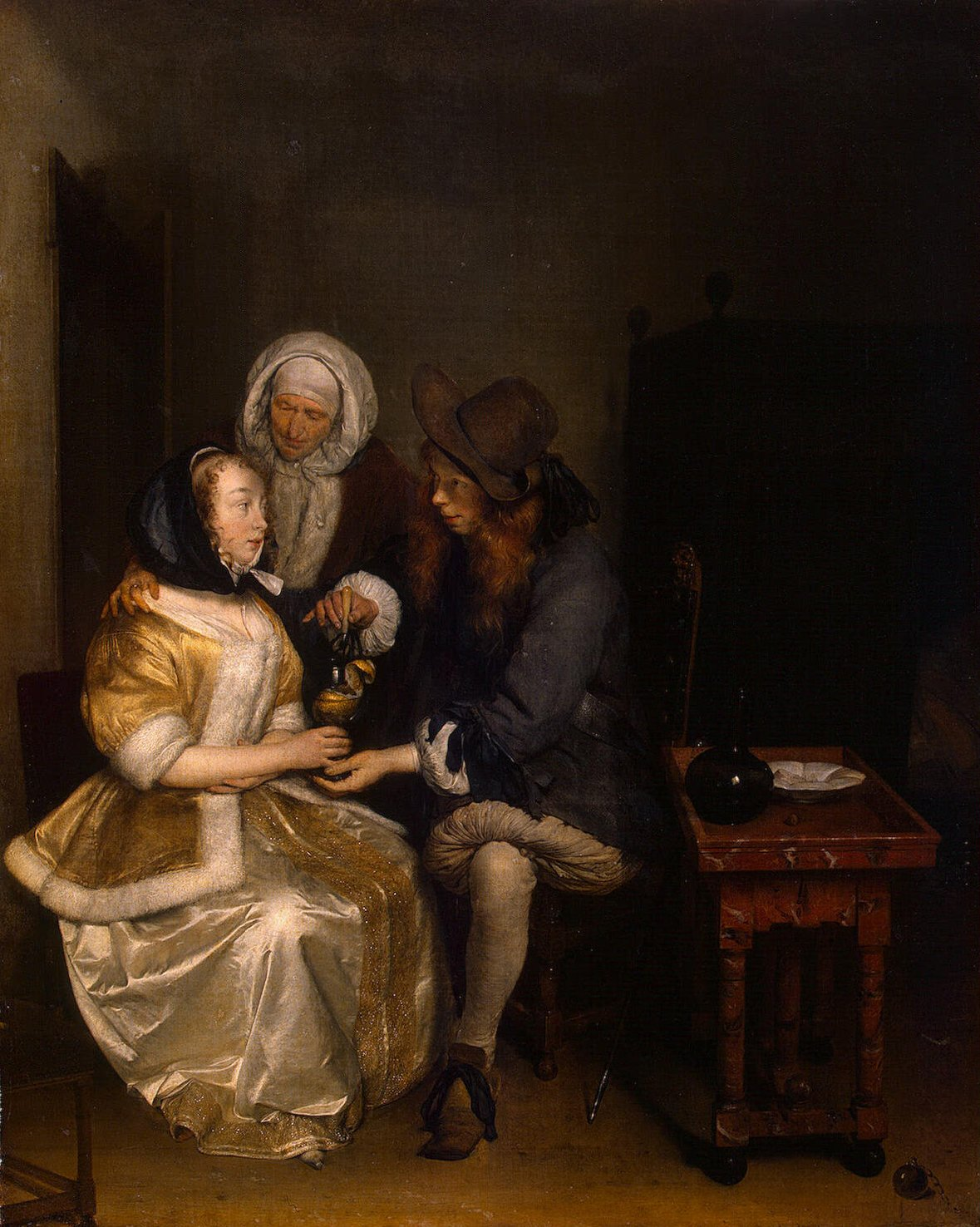
Het glas limonade - Gerard ter Borch